# Вискатка
Вискатка (рос. Выскатка) — присілок у Сланцевському районі Ленінградської області Російської Федерації.
Населення становить 1628 осіб. Належить до муніципального утворення Вискатське сільське поселення.

## Історія
Згідно із законом від 1 вересня 2004 року № 47-оз належить до муніципального утворення Вискатське сільське поселення.

## Населення
| 2007 | 2010  |
| ---- | ----- |
| 1682 | ↘1628 |